# Arabe égyptien
Pour un article plus général, voir Arabe dialectal.
L'arabe égyptien (اللهجة المصرية العامية, /elˈloɣæ l.mɑsˤˈɾejjɑ l.ʕæmˈmejjæ/) est un dialecte parlé en Égypte. Il s'agit de la variété d'arabe dialectal ayant le plus de locuteurs : plus de 78 millions en Égypte et dans d'autres pays où des communautés égyptiennes habitent. De plus, en raison du rayonnement culturel de l'Égypte dans le monde arabophone, spécialement par le cinéma et la musique, il n'est pas rare qu'il soit compris par des personnes parlant d'autres variétés d'arabe. Il s'agit de l'un des cinq dialectes arabes les plus enseignés dans le monde, avec le tunisien, l'algérien, le marocain et le syro-libano-palestinien.

## Noms
- Langage familier égyptien : اللهجة المصرية العامية [elˈloɣæ l.mɑsˤˈɾejjɑ l.ʕæmˈmejjæ][2]
- dialecte égyptien : اللهجة المصرية [elˈlæhɡæ l.mɑsˤˈɾejjɑ][3]
- en abrégé : مصرى[4]; [ˈmɑsˤɾi] "égyptien"
- la langue moderne égyptienne : اللغة المصرية الحديثة[5], [elˈloɣæ l.mɑsˤˈɾejjɑ l.ħæˈdiːsæ][6] (par Bayoumi Anddil)
- El-'araby : c'est le nom qu'un Égyptien utilise lors d'une discussion dans une langue différente (Ma tetklam 'arabi : « Alors parle arabe »).

## Linguistique
Le dialecte du nord est différent de celui du sud.
- Au nord : arabe égyptien (code d'Ethnologue et ISO 639-3 : arz).
- Au sud : arabe saïdi (code d'Ethnologue et ISO 639-3 : aec).

### Prononciation
Cette langue parlée préfère les mots concrets et les périphrases. Elle considère un cadre, une image, et ne s'attache pas aux termes techniques. Il faut savoir :
- que tous les mots sont basés sur une racine de trois consonnes ;
- qu'en Égypte, la prononciation de quelques lettres et la vocalisation de certains mots changent selon les provinces et les villages. Deux lettres se distinguent particulièrement : le ج et le ق ; par exemple, pour la première le mot beau se prononce jamīl [ʒaˈmiːl] en Haute-Égypte et gamīl [ɡæˈmiːl] en Basse-Égypte, pour la deuxième le mot coupole se prononce gubba [ˈɡobba] en Haute-Égypte et ʔubba [ˈʔobbæ] en Basse-Égypte.

### Grammaire

#### Morphologie

##### Noms
- Singulier : en général, les noms féminins se terminent par la désinence -a contrairement aux noms masculins. ex. : singulier masculin, muwaẓẓaf, un employé ; singulier féminin, muwaẓẓafa, une employée.
- Pluriel régulier : il se forme par la désinence -at pour le féminin et -in pour le masculin. ex. : pluriel masculin, muwaẓẓafin, des employés ; pluriel féminin, muwaẓẓafat, des employées.
- Exception : quelques mots masculins acceptent la désinence -at : matar, matarat, des aéroports.
- Pluriel irrégulier : ex. : pluriel masculin, maʕbad / maʕabed, un temple / des temples ; pluriel féminin, deʔīʔa / daʔāyeʔ, une minute / des minutes.

##### Adjectifs
- Singulier : en général, les adjectifs féminins se terminent par la désinence -a contrairement aux noms masculins. ex. : singulier masculin, gamil, beau, joli ; singulier féminin, gamila, belle, jolie.
- Pluriel : le pluriel des adjectifs masculins et féminins se forme en ajoutant le suffixe -in à l'exception des adjectifs du type C(a/e)CiC qui prennent la forme CoCaC (C indique la présence d'une consonne, a, e ou i, la voyelle en question).
- N.B. L'adjectif qui se rapporte à un objet ou à un animal au pluriel s'accorde au féminin singulier. ex. : kitab gedid, un livre neuf ; kotob gedida, des livres neufs.

##### Pronoms
| Pronom en égyptien | Pronom français |       | Pronom possessif |     | conjugaison au présent |
| ana                | moi             | -i    | -eyya            | -ya | a                      |
| enta               | toi             | -ak   | -k               |     | te                     |
| enti               | toi (f)         | -ek   | -ki              |     | te...i                 |
| howwa              | lui             | -o(h) | -h               |     | ye                     |
| heyya              | elle            |       | -ha              |     | te                     |
| ehna               | nous            |       | -na              |     | ne                     |
| ento               | vous            |       | -ko              |     | te...o                 |
| homma              | eux, elles      |       | -hom             |     | ye...o                 |